# هامیش مک‌کینزی
هامیش مک‌کینزی (انگلیسی: Hamish MacKenzie؛ زادهٔ ۱۱ مارس ۱۹۴۵) بازیکن فوتبال است.
از باشگاه‌هایی که در آن بازی کرده‌است می‌توان به باشگاه فوتبال لیورپول و باشگاه فوتبال برنتفورد اشاره کرد.